# Jaboticabal (microregio)
Jaboticabal is een van de 63 microregio's van de Braziliaanse deelstaat São Paulo. Zij ligt in de mesoregio Ribeirão Preto en grenst aan de microregio's Barretos, São Joaquim da Barra, Ribeirão Preto, Araraquara en Catanduva. De microregio heeft een oppervlakte van ca. 4.712 km². In 2009 werd het inwoneraantal geschat op 414.643.
Zeventien gemeenten behoren tot deze microregio:
- Bebedouro
- Cândido Rodrigues
- Fernando Prestes
- Guariba
- Jaboticabal
- Monte Alto
- Monte Azul Paulista
- Pirangi
- Pitangueiras
- Santa Ernestina
- Taiaçu
- Taiuva
- Taquaral
- Taquaritinga
- Terra Roxa
- Viradouro
- Vista Alegre do Alto

Mesoregio's: Araçatuba · Araraquara · Assis · Bauru · Campinas · Itapetininga · Litoral Sul Paulista · Macro Metropolitana Paulista · Marília · Metropolitana de São Paulo · Piracicaba · Presidente Prudente · Ribeirão Preto · São José do Rio Preto · Vale do Paraíba Paulista

Microregio's: Adamantina · Amparo · Andradina · Araçatuba · Araraquara · Assis · Auriflama · Avaré · Bananal · Barretos · Batatais · Bauru · Birigui · Botucatu · Bragança Paulista · Campinas · Campos do Jordão · Capão Bonito · Caraguatatuba · Catanduva · Dracena · Fernandópolis · Franca · Franco da Rocha · Guaratinguetá · Guarulhos · Itanhaém · Itapecerica da Serra · Itapetininga · Itapeva · Ituverava · Jaboticabal · Jales · Jaú · Jundiaí · Limeira · Lins · Marília · Mogi das Cruzes · Mogi-Mirim · Nhandeara · Novo Horizonte · Osasco · Ourinhos · Paraibuna e Paraitinga · Piedade · Piracicaba · Pirassununga · Presidente Prudente · Registro · Ribeirão Preto · Rio Claro · Santos · São Carlos · São João da Boa Vista · São Joaquim da Barra · São José do Rio Preto · São José dos Campos · São Paulo · Sorocaba · Tatuí · Tupã · Votuporanga